# 跡部勝忠
跡部 勝忠（あとべ かつただ）は、戦国時代の武将。

## 経歴・人物
譜代家老衆、同心衆15騎持。
武田信玄に仕え、御料所の代官に対する指示を行なったり、朱印状を発行したり証文を出したりなど勘定奉行の筆頭として活躍する。竜朱印状などの史料に名がみえる。永禄11年（1568年）4月21日より美作守を、天正8年（1580年）より越中守を称した。天正10年（1582年）3月、甲州征伐の渦中で織田信長勢により捕らえられ、甲斐古府中にて処刑された。嫡子の昌忠は、武田氏滅亡後、徳川家康に仕えた。